# Evson Patrício
Evson Patrício Vasconcelos do Nascimento (* 9. Dezember 1990 in Bahia), auch Evson Patrício genannt, ist ein brasilianischer Fußballspieler.

## Karriere
Das Fußballspielen erlernte Evson bei EC Vitória Youth in Salvador. Von 2010 bis 2011 spielte er auch für den Verein in der ersten Mannschaft. 2012 wechselte er nach Rio de Janeiro zu Fluminense Rio de Janeiro. Nach einer Saison ging es nach Maceió in den Bundesstaat Alagoas. Hier schoss er sich dem SC Corinthians Alagoano an, bei dem er umgehend wieder ausgeliehen wurde. Nach Ausleihen an CS Alagoano, Paulista FC, sowie die japanischen Vereine Gamba Osaka und Kamatamare Sanuki wechselte er 2018 nach Saudi-Arabien zu al-Faisaly FC. Mit dem Verein stand er im Finale des King Cup, das man aber mit 1:3 gegen al-Ittihad verlor. 2019 wechselte er nach Thailand und unterschrieb einen Vertrag beim Erstligisten Chiangmai FC, einem Verein, der in der nördlichen Stadt Chiang Mai beheimatet ist. Am Ende der Saison musste der Verein in die zweite Liga absteigen. Evson verließ den Club und schloss sich dem ebenfalls in Chiangmai beheimateten Chiangmai United FC an. Im März 2021 feierte er mit Chiangmai die Vizemeisterschaft und den Aufstieg in die erste Liga. Nach einer Saison in der ersten Liga musste er mit Chiangmai nach der Saison 2021/22 wieder in die zweite Liga absteigen. Nach insgesamt 79 Ligaspielen wurde sein Vertrag im Sommer 2023 nicht verlängert. Im Dezember 2023 verpflichtete ihn der Drittligist Mahasarakham FC. Mit dem Verein spielt er in der North/Eastern Region der Liga. Am Ende der Saison 2023/24 belegte man den zweiten Tabellenplatz und qualifizierte sich für die Aufstiegsspiele zur zweiten Liga. In den Aufstiegsspielen konnte man sich durchsetzen und stieg in die zweite Liga auf. Nach insgesamt 46 Ligaspielen wurde sein Vertrag im Mai 2025 nicht verlängert.

## Erfolge
EC Vitória
- Campeonato Baiano: 2010

al-Faisaly FC
- King Cup (Saudi-Arabien): 2018 (Finalist)

Chiangmai United FC
- Thailändischer Zweitligavizemeister: 2020/21  ▲